# Arsenaal (Bergen op Zoom)
Het Arsenaal of Groot Arsenaal is een voormalig arsenaal in de Noord-Brabantse stad Bergen op Zoom aan de Rijtuigweg 44.
Het Groot Arsenaal werd gebouwd in 1764 en rond 1880 verbouwd tot kazerne. Het gebouw bestaat uit drie bouwlagen onder een hoog zadeldak. Na 1945 diende het als kazerne voor basisopleiding en ook als opslag voor goederen tot het gebouw afgestoten werd door defensie en eigendom werd van de Dienst Domeinen. Het gebouw was in gebruik door krakers in de eerste jaren na de eeuwwisseling. Thans wordt het gebouw grondig gerenoveerd. Een nieuw bestemmingsplan is nog niet bekend, al wordt het terrein rondom het pand gebruikt als (betaalde) parkeerplaats.
Het gebouw heeft aan beide zijden een grote poort met hardstenen omlijsting met pilasters en frontons. De omlijsting bevat het wapen van de Staten-Generaal omringd door vaandels, een harnas, kanonnen en ander krijgstuig. Het gebouw is een rijksmonument.

## Klein Arsenaal
Behalve een Groot Arsenaal bestaat er ook een Klein Arsenaal, deze ligt 100 meter ten oosten van het grote kazernegebouw.